# George Abbey
George Peterson Abbey (ur. 20 października 1978 w Port Harcourt) – piłkarz nigeryjski grający na pozycji obrońcy.

## Kariera klubowa
Abbey jest wychowankiem klubu Sharks FC z miasta Port Harcourt. W 1996 roku jako 18-latek zadebiutował w jego barwach w pierwszej lidze nigeryjskiej. W Sharks grał do 1999 roku i następnie wyjechał do Anglii, gdzie został zawodnikiem klubu Macclesfield Town. W jego barwach zadebiutował 21 sierpnia 1999 w przegranym 1:2 domowym meczu ze Swansea City. W Macclesfield grał przez 5 sezonów i rozegrał 100 spotkań oraz strzelił jedną bramkę w rozgrywkach Division Three.
W 2004 roku Abbey został zawodnikiem Port Vale F.C. grającego w Division One. W nim zadebiutował 18 grudnia 2004 w meczu z Oldham Athletic. W Port Vale występował przez 3 lata, jednak nie odniósł większych sukcesów.
W 2007 roku Abbey odszedł z Port Vale do Crewe Alexandra, w której po raz pierwszy wystąpił 16 września 2007 w spotkaniu z Doncaster Rovers. Zawodnikiem Crewe był przez 2 lata, a w 2009 roku po rozwiązaniu kontraktu stał się wolnym zawodnikiem.
| Sezon   | Klub              | Kraj    | Rozgrywki      | Mecze | Bramki |
| ------- | ----------------- | ------- | -------------- | ----- | ------ |
| 1996    | Sharks FC         | Nigeria | I. liga        | ?     | ?      |
| 1997    | Sharks FC         | Nigeria | I. liga        | ?     | ?      |
| 1998    | Sharks FC         | Nigeria | I. liga        | ?     | ?      |
| 1999    | Sharks FC         | Nigeria | I. liga        | ?     | ?      |
| 1999/00 | Macclesfield Town | Anglia  | Division Three | 18    | 0      |
| 2000/01 | Macclesfield Town | Anglia  | Division Three | 15    | 0      |
| 2001/02 | Macclesfield Town | Anglia  | Division Three | 17    | 0      |
| 2002/03 | Macclesfield Town | Anglia  | Division Three | 22    | 1      |
| 2003/04 | Macclesfield Town | Anglia  | Division Three | 25    | 0      |
| 2004/05 | Port Vale         | Anglia  | Division One   | 18    | 0      |
| 2005/06 | Port Vale         | Anglia  | Division One   | 20    | 0      |
| 2006/07 | Port Vale         | Anglia  | Division One   | 24    | 1      |
| 2007/08 | Crewe Alexandra   | Anglia  | Division One   | 23    | 0      |
| 2008/09 | Crewe Alexandra   | Anglia  | Division One   | 7     | 0      |

## Kariera reprezentacyjna
W reprezentacji Nigerii Abbey zadebiutował w 2003 roku. W 2004 roku był powołany do kadry na Puchar Narodów Afryki 2004. Był tam podstawowym zawodnikiem i rozegrał 6 spotkań: z Marokiem (0:1), z Republiką Południowej Afryki (4:0), z Beninem (2:1), ćwierćfinale z Kamerunem (2:1), półfinale z Tunezją (1:1, k. 3:5) i meczu o 3. miejsce z Mali (2:1). W latach 2003–2007 rozegrał w kadrze narodowej 17 spotkań.